# Épisodes de Ringer
Cet article présente le guide des épisodes de la série télévisée américaine Ringer.

## Généralités
Initialement, la série a eu une commande de 13 épisodes. Puis, le 12 octobre 2011, The CW a annoncé la commande d'une saison complète en ajoutant 9 épisodes supplémentaires, portant la saison à 22 épisodes,.
- Au Canada, la série a été diffusée le vendredi suivant à 22 h sur le réseau Global.

La diffusion francophone sera prévue :
- Au Québec, elle est diffusée depuis le 20 août 2012 sur Ztélé[3].
- En France, la série est diffusée depuis le 16 septembre 2012 sur Téva[4] et depuis le 29 mai 2013 sur M6[5].
- Elle reste inédite dans les autres pays francophones.

### Synopsis
Bridget, ex-prostituée toxicomane, assiste à un terrible meurtre dans le club de striptease où elle travaille. Elle se retrouve alors témoin-clé dans le procès contre le meurtrier, Bodaway Macawi, son patron, qui encourt la peine de mort. Placée sous protection, Bridget panique et prend la fuite le matin du procès, après avoir frappé et volé l'arme du policier qui la surveillait. Elle décide alors de partir pour New York, dans l'East Hampton, où vit sa sœur jumelle Siobhan. Fâchées depuis plusieurs années, les deux sœurs ont grandi séparées l'une de l'autre à la suite d'une tragédie survenue dans leur passé. Les retrouvailles secrètes semblent bien se passer, mais peu de temps après, Siobhan se suicide. Elle est laissée pour morte, noyée dans l’océan. Bridget, seul témoin de cette scène, voit là une occasion de s’en sortir…

## Distribution

### Acteurs principaux
- Sarah Michelle Gellar : Bridget Kelly / Siobhan Martin
- Kristoffer Polaha : Henry Butler
- Ioan Gruffudd : Andrew Martin
- Nestor Carbonell (VF : Antoine Tomé) : Victor Machado
- Mike Colter : Malcolm Ward

### Acteurs récurrents
- Tara Summers : Gemma Butler
- Zoey Deutch : Juliet Martin
- Billy Miller : Charlie / John Delario
- Jason Dohring : M. Carpenter
- Justin Bruening : Tyler
- Jaime Murray : Olivia
- Gage Golightly : Tessa Banner
- Darren Pettie (VF : Éric Peter) : inspecteur Jimmy Kemper
- Andrea Roth (VF : Rafaèle Moutier) : Catherine
- Emily Swallow (VF : Hélène Bizot) : inspecteur Elizabeth Saldana

### Invités
- Zahn McClarnon : Bodaway Macawi
- Brody Hutzler (VF : Stéphane Pouplard) : Jason Sheridan (épisode ?)
- Adina Porter : la principale Caruso (épisodes 6 et 12)
- Amber Benson : Mary Curtis (épisode 10)
- Mädchen Amick (VF : Anne Rondeleux) : Greer Sheridan (épisode 11 et 22)
- Misha Collins (VF : Guillaume Orsat) : Dylan Morrison (épisode 14)
- Merle Dandridge (VF : Laura Zichy) : Dr Anabel Morris (épisodes 9 et ?)
- Sean Patrick Thomas (VF : Namakan Koné) : Solomon Vissida (épisodes ? et ?)

## Liste des épisodes

### Épisode 1:Comme un miroir
- États-Unis : 13 septembre 2011 sur The CW[6]
- Québec : 20 août 2012 sur Ztélé[7]
- France : 
  - 16 septembre 2012 sur Téva[8]
  - 29 mai 2013 sur M6

- États-Unis : 2,84 millions de téléspectateurs[9] (première diffusion)
- France : 1.1 M sur M6

### Épisode 2:Un secret bien gardé
- États-Unis : 20 septembre 2011 sur The CW
- Québec : 27 août 2012 sur Ztélé[7]
- France : 
  - 16 septembre 2012 sur Téva
  - 29 mai 2013 sur M6

- États-Unis : 1,94 million de téléspectateurs[10] (première diffusion)

### Épisode 3:Confiance aveugle
- États-Unis : 27 septembre 2011sur The CW
- Québec : 3 septembre 2012 sur Ztélé[7]
- France : 
  - 16 septembre 2012 sur Téva
  - 29 mai 2013 sur M6

- États-Unis : 1,98 million de téléspectateurs[11] (première diffusion)

### Épisode 4:Joyeux Anniversaire
- États-Unis : 4 octobre 2011 sur The CW
- Québec : 10 septembre 2012 sur Ztélé[7]
- France : 
  - 23 septembre 2012 sur Téva
  - 29 mai 2013 sur M6

- États-Unis : 1,5 million de téléspectateurs[12] (première diffusion)

### Épisode 5:Les Âmes blessées
- États-Unis : 11 octobre 2011 sur The CW
- Québec : 17 septembre 2012 sur Ztélé[7]
- France : 
  - 23 septembre 2012 sur Téva
  - 5 juin 2013 sur M6

- États-Unis : 1,71 million de téléspectateurs[13] (première diffusion)

### Épisode 6:Sans laisser de trace
- États-Unis : 18 octobre 2011 sur The CW
- France : 
  - 23 septembre 2012 sur Téva
  - 5 juin 2013 sur M6
- Québec : 24 septembre 2012 sur Ztélé[7]

- États-Unis : 1,81 million de téléspectateurs[14] (première diffusion)

- Adina Porter (principale Caruso)

### Épisode 7:Cavale
- États-Unis : 1er novembre 2011 sur The CW
- France : 
  - 30 septembre 2012 sur Téva
  - 5 juin 2013 sur M6
- Québec : 1er octobre 2012 sur Ztélé[7]

- États-Unis : 1,8 million de téléspectateurs[15] (première diffusion)

### Épisode 8:Une main tendue
- États-Unis : 8 novembre 2011 sur The CW
- France : 
  - 30 septembre 2012 sur Téva
  - 5 juin 2013 sur M6
- Québec : 8 octobre 2012 sur Ztélé[7]

- États-Unis : 1,75 million de téléspectateurs[16] (première diffusion)

### Épisode 9:Le Mauvais Samaritain
- États-Unis : 15 novembre 2011 sur The CW
- France : 
  - 30 septembre 2012 sur Téva
  - 12 juin 2013 sur M6
- Québec : 15 octobre 2012 sur Ztélé[7]

- États-Unis : 1,83 million de téléspectateurs[17] (première diffusion)

- Merle Dandridge (thérapeute)

### Épisode 10:Matador
- États-Unis : 29 novembre 2011 sur The CW
- France : 
  - 7 octobre 2012 sur Téva
  - 12 juin 2013 sur M6
- Québec : 22 octobre 2012 sur Ztélé[7]

- États-Unis : 1,6 million de téléspectateurs[18] (première diffusion)

- Amber Benson (Mary Curtis)

### Épisode 11:Qui es-tu?
- États-Unis : 31 janvier 2012 sur The CW
- France : 
  - 7 octobre 2012 sur Téva
  - 12 juin 2013 sur M6
- Québec : 29 octobre 2012 sur Ztélé[7]

- États-Unis : 1,4 million de téléspectateurs[19] (première diffusion)

- Madchen Amick (Greer)

### Épisode 12:Double Une
- États-Unis : 7 février 2012 sur The CW
- France : 
  - 7 octobre 2012 sur Téva
  - 19 juin 2013 sur M6
- Québec : 5 novembre 2012 sur Ztélé[7]

- États-Unis : 1,18 million de téléspectateurs[20] (première diffusion)

Catherine, la mère de Juliet, arrive en ville et provoque des conflits sur la relation d’Andrew et Bridget.
Bridget découvre qu'une personne du passé de Siobhan pourrait être la clé lui permettant d'obtenir de nouvelles informations sur sa sœur.

### Épisode 13:Jeu de piste
- États-Unis : 14 février 2012 sur The CW
- France : 
  - 14 octobre 2012 sur Téva
  - 19 juin 2013 sur M6
- Québec : 12 novembre 2012 sur Ztélé[7]

- États-Unis : 1,1 million de téléspectateurs[21] (première diffusion)

- Gregory Harrison (Tim Arbogast)

Bridget décide d'enrôler Solomon pour l'aider à reconstituer les derniers pas de Siobhan et découvre plusieurs faits étranges. Tess et Juliet se rendent au tribunal pour témoigner contre M. Carpenter, mais Tess change d'avis au dernier moment, avouant à Juliet qu'elle a menti depuis le début. M. Carpenter attaque alors Andrew pour diffamation.
Par ailleurs, Olivia fait chanter Henry pour qu'il influence son beau père, Tim Arbogast, afin qu'il devienne un client du cabinet Martin & Charles. Quant à Siobhan, elle œuvre toujours dans l'ombre, tout en essayant de garder de l'avance sur Bridget, qui mène une véritable enquête sur le passé de sa sœur. 

### Épisode 14:Il y a sept ans...
- États-Unis : 21 février 2012 sur The CW
- France : 
  - 14 octobre 2012 sur Téva
  - 19 juin 2013 sur M6
- Québec : 19 novembre 2012 sur Ztélé[7]

- États-Unis : 1,25 million de téléspectateurs[22] (première diffusion)

- Misha Collins (Dylan)

### Épisode 15:L'Arnaque
- États-Unis : 28 février 2012 sur The CW
- France : 
  - 14 octobre 2012 sur Téva
  - 26 juin 2013 sur M6
- Québec : 26 novembre 2012 sur Ztélé[7]

- États-Unis : 1,15 million de téléspectateurs[23] (première diffusion)

### Épisode 16:Le Système de Ponzi
- États-Unis : 6 mars 2012 sur The CW
- France : 
  - 21 octobre 2012 sur Téva
  - 26 juin 2013 sur M6
- Québec : 3 décembre 2012 sur Ztélé[7]

- États-Unis : 1,25 million de téléspectateurs[24] (première diffusion)

- Nikki Deloach (Shaylene Briggs)

### Épisode 17:Esprit de vengeance
- États-Unis : 13 mars 2012 sur The CW
- France : 
  - 21 octobre 2012 sur Téva
  - 26 juin 2013 sur M6
- Québec : 10 décembre 2012 sur Ztélé[7]

- États-Unis : 1,11 million de téléspectateurs[25] (première diffusion)

- Gage Golightly (Tessa)

### Épisode 18:Le Mystère de la tour
- États-Unis : 20 mars 2012 sur The CW
- France : 
  - 21 octobre 2012 sur Téva
  - 3 juillet 2013 sur M6
- Québec : 17 décembre 2012 sur Ztélé[7]

- États-Unis : 1,16 million de téléspectateurs[26] (première diffusion)

- Jaime Murray (Olivia)

### Épisode 19:La Mort aux trousses
- États-Unis : 27 mars 2012 sur The CW
- France : 
  - 28 octobre 2012 sur Téva
  - 3 juillet 2013 sur M6
- Québec : 7 janvier 2013 sur Ztélé[7]

- États-Unis : 1,11 million de téléspectateurs[27] (première diffusion)

- Zahn McClarnon (Bodaway Macawi)

### Épisode 20:Blondes vénéneuses
- États-Unis : 3 avril 2012 sur The CW
- France : 
  - 28 octobre 2012 sur Téva
  - 3 juillet 2013 sur M6
- Québec : 14 janvier 2013 sur Ztélé[7]

- États-Unis : 1,05 million de téléspectateurs[28] (première diffusion)

### Épisode 21:Otages de la folie
- États-Unis : 10 avril 2012 sur The CW
- France : 
  - 4 novembre 2012 sur Téva
  - 10 juillet 2013 sur M6
- Québec : 21 janvier 2013 sur Ztélé[7]

- États-Unis : 1,1 million de téléspectateurs[29] (première diffusion)

### Épisode 22:La Fin du conte de fées
- États-Unis : 17 avril 2012 sur The CW
- France :
  - 4 novembre 2012 sur Téva
  - 10 juillet 2013 sur M6
- Québec : 28 janvier 2013 sur Ztélé[7]

- États-Unis : 1,2 million de téléspectateurs[30] (première diffusion)